# Carl Gabriel
Carl Gabriel (né le 24 septembre 1857 à Bernstein, arrondissement de Soldin (de), en Nouvelle-Marche et décédé le 24 février 1931 à Munich) est un forain et directeur de cinéma allemand. Il est connu pour avoir ouvert de nombreuses attractions phare de l'Oktoberfest, comme l'Hexenschaukel, das Teufelsrad, die Steilwand ainsi que la tente l'Hippodrom.

## Biographie
Il reçoit une formation de mécanicien et de métallugiste. Il voyage avec le cirque de son père durant sa jeunesse. En 1883, il se marie à Dresde avec la fille de forains, Margarethe Elisabeth Meisel. En 1892, il présente le musée de cire de son père sur l'Oktoberfest. Lui et son épouse emménage la même année à Munich, dont ils deviennent citoyens en 1896. En 1893, il ouvre avec Emil Eduard Hammer, um musée de cire dans la Neuhauser Straße : le Internationale Handelspanoptikum. Le 11 juillet 1896, il organise une première démonstration des « images vivantes » (film) à Munich. Il les présente aussi à Bochum et Düsseldorf.
Quelques années plus tard, il se fait un nom sur l'Oktoberfest avec ses « show exotiques ». Ainsi en 1901, il présente le « camp de bédouins », en 1909 le « village du Soudan », en 1910 « Samoa à Munich », en 1928 la « l'immense show des gens » avec 200 africains, chinois et japonais et enfin Die Lippennegerinnen, présentant des femmes portant un labret. Il dirige en même temps d'autre attractions. En 1902, il ouvre l'Hippodrom. En 1908, il ouvre le premier parcours de montagnes russes en provenance des États-Unis à Munich. En 1910, il ouvre la Teufelsrad et en 1930, le premier Steilwand (attraction de voltige où des motos roulent sur des murs).

## Cinéma

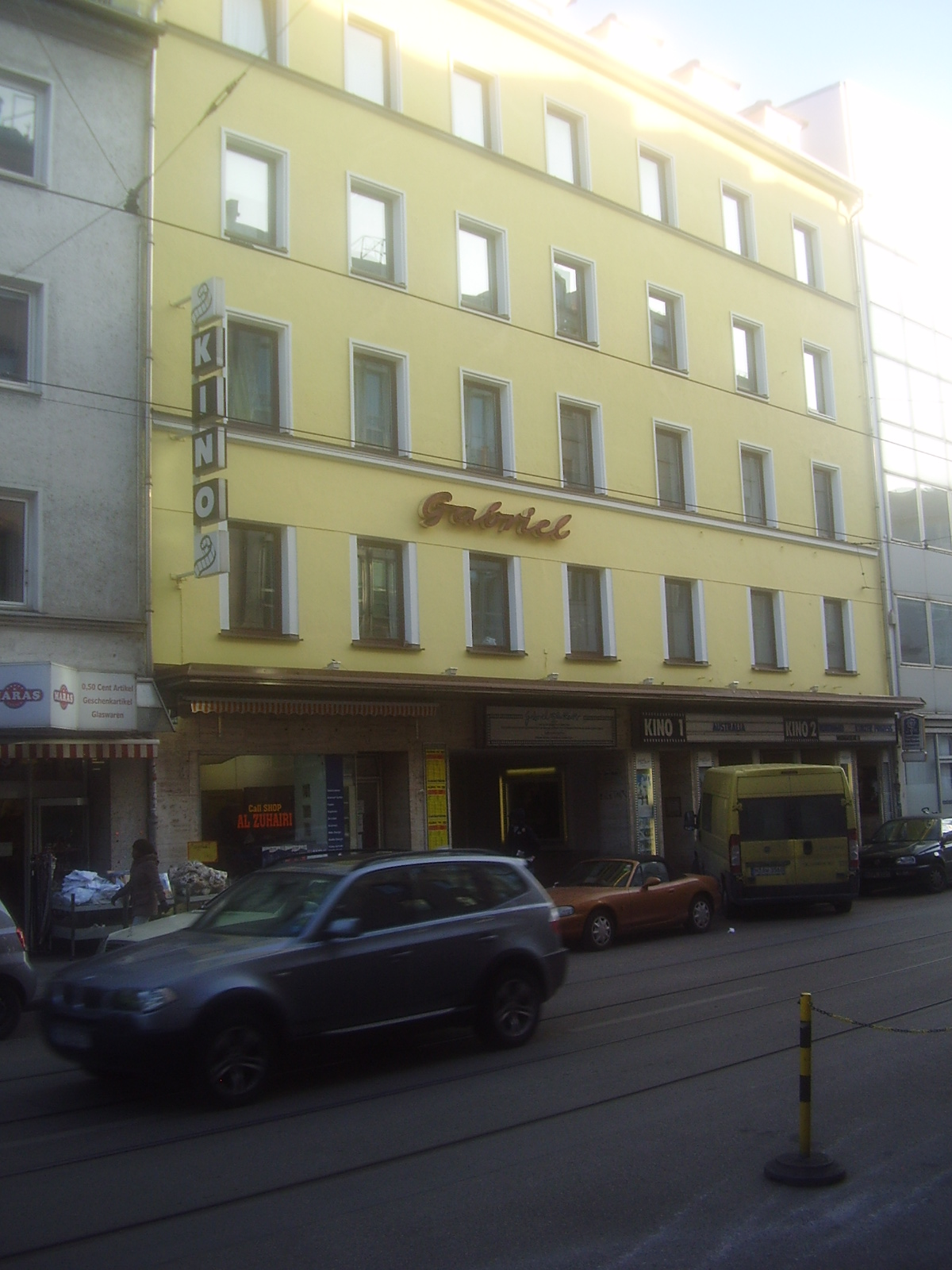
Lieu où il fonda le cinéma « The American Bio » en 1906

On ne peut cependant pas résumé Carl Gabriel à l'Oktoberfest, c'est aussi un directeur de cinéma munichois. Il commence en 1905 par ouvrir un cinéma à Berlin, puis en 1906 il ouvre dans la Dachauer Straße de Munich le premier cinéma de la ville : le „The American Bio.-Cie.“. Il existe encore aujourd'hui sous le nom Gabriel. Il ouvre par la suite d'autres cinémas à Bochum, Augsbourg et Passau.
En 1913, il ouvre le premier grand cinéma de Munich le Sendlinger Tor Lichtspiele. La société Heilmann et Littmann lui construit un grand cinéma à la pointe de la modernité avec éclairage et chauffage. C'est le premier bâtiments en béton armé de Munich, il possédait 680 places et un très grand écran pour l'époque. Pour son ouverture le 18 octobre 1913, Carl Gabriel s'assure d'avoir l'avant première du film  « Die Herrin des Nils » pour 25 000 Goldmark. Il invite y tout le gratin et la presse. 
Il meurt à Munich, il repose dans au cimetière de l'Est (de). Sur sa tombe figure l'écriteau Groß-Schauunternehmer (grand entrepreneur du spectacle).